# Coppa di Francia 1919-1920
La Coppa di Francia 1919-1920, denominata ufficialmente Coupe Charles Drago 1919-1920, è stata la 3ª edizione della coppa nazionale francese, la 1ª organizzata dalla FFFA, iniziata il 2 novembre 1919 e conclusa 9 maggio 1920 con la vittoria del CA Paris, al primo trionfo nella competizione.

## Formula
Per la stagione 1919-1920, i club iscritti alla competizione sono stati 114. Per questo motivo il tipico torneo ad eliminazione diretta che caratterizzò le due stagioni precedenti, venne preceduto da un turno preliminare.
Ogni squadra si sfida in gara secca e in caso di pareggio alla fine dei tempi regolamentati e dei tempi supplementari si gioca un'ulteriore gara fino a quando una delle due vince.

## Risultati

### Trentaduesimi di finale
| Squadra 1           | Risultato        | Squadra 2                |
| ------------------- | ---------------- | ------------------------ |
| 7 dicembre 1919     |                  |                          |
| Le Havre            | 2 - 1            | Stade Français           |
| CA Paris            | 6 - 2            | CO Billancourt           |
| Cannes              | 0 - 0            | SC Marsiglia             |
| VGA Médoc           | 6 - 1            | SA Bordelais             |
| USA Clichy          | 4 - 1            | Étoile des Deux Lacs     |
| Red Star            | 8 - 0            | JA Levallois             |
| Olympique Lillois   | 7 - 0            | Creil                    |
| CASG                | 12 - 0           | FC Paris                 |
| FEC Levallois       | 2 - 0            | US Asnières              |
| Saint-Malo          | forfait          | AS Brestoise             |
| RC France           | 4 - 0            | AF La Garenne-Colombes   |
| Stade Bordelais     | 4 - 0            | Stade Toulousain         |
| Rouen               | 1 - 0            | Dieppe                   |
| Rennes              | 9 - 0            | Stade Dinannais          |
| Olympique Pantin    | 8 - 1            | UA Chantier              |
| Gallia Club         | forfait          | Club Français            |
| SGPM Caen           | 2 - 1            | Caen                     |
| US Romillone        | 2-0              | Stade Jean-Macé          |
| Olympique Marsiglia | 5-0              | FC Lyon                  |
| Montpellier         | 0 - 1 3-0 (tav.) | Sète                     |
| Châteauroux         | 5 - 1            | Étoile Sportive de Tours |
| AVS Auxerroise      | 7 - 2            | US Troyes                |
| Saint-Ouen          | 2 - 0            | Légion Saint-Michel      |
| AS Française        | forfait          | Arago Orléans            |
| Enghien Sport       | 2 - 1            | CA Vitry                 |
| Cadets de Bretagne  | 3 - 2            | Laval                    |
| AS Strasburgo       | 7 - 2            | Mulhouse                 |
| Bastidienne         | 5 - 1            | JA Angoulême             |
| Boulogne            | 2 - 1            | Tourcoing                |
| CSJB Angers         | 3 - 2            | US Mans                  |
| Terreaux            | 1 - 0            | Lyon OU                  |
| Roubaix             | 5 - 1            | Stade Roubaisien         |

#### Replay
| Squadra 1        | Risultato | Squadra 2 |
| ---------------- | --------- | --------- |
| 21 dicembre 1919 |           |           |
| SC Marsiglia     | 0 - 4     | Cannes    |

### Sedicesimi di finale
| Squadra 1         | Risultato | Squadra 2           |
| ----------------- | --------- | ------------------- |
| 1º gennaio 1920   |           |                     |
| Stade Bordelais   | 3 - 3     | Bastidienne         |
| 4 gennaio 1920    |           |                     |
| Le Havre          | 6 - 0     | SGPM Caen           |
| CA Paris          | 8 - 0     | US Romillone        |
| Cannes            | 2 - 0     | Olympique Marsiglia |
| VGA Médoc         | 2 - 0     | Montpellier         |
| USA Clichy        | 7 - 1     | Châteauroux         |
| Red Star          | 1 - 0     | JA Saint-Ouen       |
| Olympique Lillois | 3 - 0     | AS Française        |
| CASG              | 7 - 1     | AVS Auxerroise      |
| FEC Levallois     | 2 - 0     | Enghien Sport       |
| Saint-Malo        | 2 - 1     | Cadets de Bretagne  |
| RC France         | 4 - 0     | AS Strasburgo       |
| Rouen             | 1 - 0     | Boulogne            |
| Rennes            | 8 - 0     | CSJB Angers         |
| Olympique Pantin  | 7 - 1     | Terreaux            |
| Gallia Club       | 2 - 1     | Roubaix             |
| 18 gennaio 1920   |           |                     |
| VGA Médoc         | forfait   | Sète                |

### Ottavi di finale
| Squadra 1         | Risultato | Squadra 2        |
| ----------------- | --------- | ---------------- |
| 1º febbraio 1920  |           |                  |
| Le Havre          | 2 - 1     | FEC Levallois    |
| CA Paris          | 3 - 2     | Saint-Malo       |
| CASG              | 5 - 0     | Gallia Club      |
| Cannes            | 1 - 0     | RC France        |
| VGA Médoc         | 3 - 0     | Stade Bordelais  |
| USA Clichy        | 1 - 0     | Rouen            |
| Red Star          | 3 - 1     | Rennes           |
| Olympique Lillois | 2 - 1     | Olympique Pantin |

### Quarti di finale
| Squadra 1    | Risultato   | Squadra 2         |
| ------------ | ----------- | ----------------- |
| 7 marzo 1920 |             |                   |
| Le Havre     | 3 - 2       | USA Clichy        |
| CA Paris     | 1 - 1 (dts) | Red Star          |
| Cannes       | 2 - 1       | Olympique Lillois |
| VGA Médoc    | 3 - 0       | CASG              |

#### Replay
| Squadra 1     | Risultato | Squadra 2 |
| ------------- | --------- | --------- |
| 21 marzo 1920 |           |           |
| CA Paris      | 2 - 0     | Red Star  |

### Semifinale
| Squadra 1      | Risultato | Squadra 2 |
| -------------- | --------- | --------- |
| 11 aprile 1920 |           |           |
| Le Havre       | 2 - 0     | Cannes    |
| CA Paris       | 2 - 1     | VGA Médoc |

### Finale
| Arbitro: | Edmond Gérardin |

|                    |           |                  |
| Bard ?’ (rig.), ?’ | Marcatori | ?’ Alfred Thorel |